# Наливкин, Владимир Алексеевич
Владимир Алексеевич Наливкин (1924—2011) — доктор технических наук, профессор кафедры «Автомобили и автомобильное хозяйство» Саратовского государственного технического университета, заслуженный деятель науки и техники Российской Федерации (09.03.1996).

## Биография
Родился 27 февраля 1924 г. в казачьей станице Таловая Таловского района Воронежской области. Сын Алексея Александровича Наливкина, учёного-растениевода, доктора сельскохозяйственных наук, профессора Саратовского СХИ.
В 1942—1946 гг. служил в РККА, участник Великой Отечественной войны.
Выпускник Саратовского автодорожного института (САДИ) 1950 г. Работал там же (1960—1992 — Саратовский политехнический институт (СПИ), 1992—2011 — Саратовский государственный технический университет (СГТУ), с 2011 — Саратовский государственный технический университет имени Гагарина Ю. А): инженер, старший преподаватель, доцент, зав. кафедрой производства и ремонта машин (1964—1976), профессор кафедры «Автомобили и автомобильное хозяйство», с 1979 по 1982 г. декан автомеханического факультета.
Диссертации:
- кандидатская (1955) «Исследование предельного износа и ремонтного профиля кулачков распределительного вала».
- докторская (1973) «Технологические основы направленного формирования свойств автотракторных деталей [Текст] : (Применительно к централиз. восстановлению деталей автомат. наплавкой)».

В 1977 г. присвоено звание профессора.
Умер 7 октября 2011 года.

## Научные труды
- Централизованное восстановление деталей автоматической наплавкой и сваркой [Текст]. — Саратов : Приволж. кн. изд-во, 1965. — 188 с., 2 л. план. : ил.; 21 см.
- Централизованное восстановление коленчатых валов автомобильных двигателей [Текст]. — Саратов : Кн. изд-во, 1963. — 67 с. : ил.; 20 см.
- Технологические основы формирования качества восстанавливаемых деталей [Текст] : Системы и методы, формирующие качество ремонта автомобилей и их восстанавливаемых деталей : Конспект лекций по курсу «Технол. основы формирования качества ремонта автомобилей» для студентов спец. 1609, 0511, 1725. — Саратов : СПИ, 1977—1979. — 53 с. : ил.; 20 см.
- Восстановление деталей автоматической наплавкой и сваркой [Текст] / В. Наливкин, И. Прокофьев, Б. Протасов. — Саратов : Кн. изд-во, 1961. — 87 с. : ил.; 20 см.
- Иван Иосифович Прокофьев : директор «Иван Мудрый» / [В. А. Наливкин и др.]. — Саратов : Сарат. гос. техн. ун-т, 2005. — 159, [2] с. : ил., портр., факс.; 21 см. — (Жизнь замечательных людей СГТУ : Сер. биогр. / М-во образования и науки Рос. Федерации, Федер. агентство по образованию, Сарат. гос. техн. ун-т; Вып. 2).; ISBN 5-7433-1567-1 (в обл.)
- Технологические основы формирования качества восстанавливаемых деталей [Текст] : Системы и методы, формирующие качество ремонта автомобилей и их восстанавливаемых деталей : Конспект лекций по курсу «Технол. основы формирования качества ремонта автомобилей» для студентов спец. 1609, 0511, 1725. — Саратов : СПИ, 1977—1979. — 53 с. : ил.; 20 см. [Ч. 1]. — 1977. — 53 с. : ил. Ч. 2. — 1978. — 56 с., 1 л. табл. : ил. 20 см. Ч. 3. — 1979. — 43 с. : ил.; 20 см.

## Награды и звания
Изобретатель СССР. Заслуженный деятель науки и техники Российской Федерации (09.03.1996).